# Аскольдів глас
«Аскольдів глас» — фестиваль-конкурс духовної та патріотичної пісні. Журі оцінює музичний рівень творів, їхню поетичну вартість, а також виконавський рівень учасників.

## Історія створення
Створений 2007 року з ініціативи отця-настоятеля Ігоря Онишкевича. Фестиваль набув популярності в Україні та Києві, даючи можливість все більшій кількості творчих людей донести своє мистецтво до народу. Постать царя Аскольда об'єднує навколо спільної праці з організації заходу зовсім різних людей: поетів, композиторів, виконавців, видавців, бізнесменів, журналістів та інших людей доброї волі, що так чи інакше допомагають фестивалю відбутися.

## VI Фестиваль
Відбудеться 18 грудня 2010 в Національному педагогічному університеті ім. М.Драгоманова. Буде присвячений 20-літтю створення парафії Святого Миколая на Аскольдовій могилі. Фестиваль 2010 покликаний уславити подію, коли гнана і переслідувана впродовж тривалих років Українська Греко-Католицька Церква здобула в столиці України одну із найдавніших християнських святинь — храм на могилі царя Аскольда, українського володаря, що першим приніс в Україну-Русь світло Христової віри. Девіз фестивалю — «Українське християнство крізь віки».
2010 конкурс відбудеться між сольними виконавцями. Крім учасників конкурсу, на сцені фестивалю виступатиме церковний хор парафії Святого Миколая на Аскольдовій могилі «Аскольд» під керівництвом Володимира Гринькова.
До журі «Аскольдового гласу» цього разу увійдуть: поет Іван Малкович, заслужена артистка України, співачка і композитор Леся Горова, виконавчий секретар Пасторально-місійного відділу УГКЦ — о. Василь Поточняк та ін.